# Fugacitás
A fugacitás (f, [kPa]) olyan mennyiség, mellyel a nyomást helyettesítve az ideális gázok kémiai potenciáljának számítására szolgáló összefüggésben, reális gázokra érvényes összefüggést kapunk. Párhuzam vonható a reális oldatok koncentráció helyett aktivitással való jellemzésével.

## Definíció a kémiai potenciál alapján
Egy reális gáz fugacitását formálisan a kémiai potenciál és az ideális gáz nyomása közötti kapcsolatot leíró egyenlettel analóg összefüggéssel definiáljuk.
A (μ) kémiai potenciált általában parciális moláris szabadentalpiaként definiálják. Ez azonban bármely tiszta anyag esetén a moláris szabadentalpiával egyenlő, (T) hőmérséklettől és (P) nyomástól való függését pedig a {\displaystyle {d\mu }=dG=-SdT+VdP} egyenlet írja le. Állandó hőmérsékleten ez a kifejezés {\displaystyle P} függvényében integrálható. Ki kell jelölni továbbá egy referencia állapotot is. Ideális gáz esetén ez csak a nyomástól függ, melyet {\displaystyle P} = 1 barban rögzítünk, így
{\displaystyle \int _{\mu ^{\circ }}^{\mu }{d\mu }=\int _{P^{\circ }}^{P}{{\bar {V}}dP}}
Ekkor ideális gázra {\displaystyle {\bar {V}}={\frac {RT}{P}}}
{\displaystyle \mu -\mu ^{\circ }=\int _{P^{\circ }}^{P}{{\frac {RT}{P}}dP}=RT\ln {\frac {P}{P^{\circ }}}}
Ezt átrendezve kapjuk:
{\displaystyle \mu =\mu ^{\circ }+RT\ln {\frac {P}{P^{\circ }}}}
A fenti kifejezés adja meg egy ideális gáz kémiai potenciálját izoterm folyamatra, {\displaystyle P} = 1 bar referencia állapot esetén.
Reális gáz esetében a {\displaystyle \int _{P^{\circ }}^{P}{{\bar {V}}dP}} integrál nem számítható ki, mivel a reális gáz moláris térfogata nem írható le egyszerű kifejezéssel. Még közelítő kifejezés – például a van der Waals-egyenlet, a Redlich–Kwong vagy más állapotegyenlet – alkalmazásakor is komolyan behatárolná a használhatóságot az anyagi minőségtől való függés.
A kémiai potenciál matematikai értelemben ráadásul nem viselkedik szépen: a nyomás nullához közeledésével negatív végtelenhez tart, ami problémákat okoz a tényleges számítások elvégzésekor.
Kívánatos, hogy a reális gázok kémiai potenciálját leíró kifejezés hasonló legyen az ideális gázokéhoz. Ehhez definiálni lehet egy mennyiséget, a fugacitást, melynek segítségével a reális gázok kémiai potenciálja az alábbi módon írható le:
{\displaystyle \mu =\mu ^{\circ }+RT\ln {\frac {f}{f^{\circ }}}}
A fenti alak a definíció szokásos formája, de f is kifejezhető:
{\displaystyle f={f^{\circ }}\exp \left({\frac {\mu -\mu ^{\circ }}{RT}}\right)}

## Fordítás
Ez a szócikk részben vagy egészben  a   Fugacity című angol Wikipédia-szócikk ezen változatának fordításán alapul.  Az eredeti cikk szerkesztőit annak laptörténete sorolja fel. Ez a jelzés csupán a megfogalmazás eredetét és a szerzői jogokat jelzi, nem szolgál a cikkben szereplő információk forrásmegjelöléseként.